# Satanocrater
Satanocrater, biljni rod iz porodice primogovki smješten u podtribus Ruelliinae, dio tribusa Ruellieae, potporodica Acanthoideae. Postoji 4 afričkih vrsta u sjeveroistočnoj tropskoj Africi i Gvineji Opisan je u Verhandlungen der Zoologisch-botanischen Gesellschaft in Wien 18: 676. 1868. 

## Opis
Satanocrater (σατανος-, -κρατορας; vražja zdjela) uključuje četiri vrste koje su rasprostranjene u tropskoj istočnoj Africi (Etiopija, Kenija i Somalija), s jednom vrstom odvojenom u tropskoj zapadnoj Africi. Vrste Satanocratera karakteristično rastu na stjenovitim vapnenačkim površinama do aluvijalnih crvenih ili crnih pješčanih tla u vrućim, jako osvijetljenim savanama i polusušnim pustinjama, do otvorenih grmova ili zasjenjenih šuma kojima dominiraju bagrem i commiphora.
Vrste Satanocrater su atraktivni grmovi s velikim cvjetovima ili višegodišnje biljke s drvenastim podlogama. Četiri vrste mogu se općenito grupirati u dvije kategorije na temelju floralne morfologije (1) Satanocrater fellatensis Schweinf. i Satanocrater ruspolii (Lindau) Lindau imaju svjetloljubičaste do purpurne cvjetove s infundibularnim vjenčićima koji ukazuju na oprašivanje kukcima; (2) Satanocrater paradoxus (Lindau) Lindau i Satanocrater somalensis (Lindau) Lindau imaju jarko narančaste do crvene cvjetove koji su snažno povijeni u obliku krunice, a obje su vrste oprašuju se pticama (M.Thulin, Sveučilište Uppsala; E.A.Tripp). 

## Vrste
1. Satanocrater fellatensis Schweinf., tipična vrsta
2. Satanocrater paradoxa (Lindau) Lindau
3. Satanocrater ruspolii (Lindau) Lindau
4. Satanocrater somalensis (Lindau) Lindau

## Rasprostranjenost
Etiopija, Gvineja, Kenija, Somalija, Sudan.